# Свиносовхоз
Сви́носовхо́з (рос. Свиносовхоз, ерз. Свиносовхоз) — селище у складі Дубьонського району Мордовії, Росія. Входить до складу Дубьонського сільського поселення.
Стара назва — Дубьонський, Совхоз Дубьонський.

## Населення
Населення — 461 особа (2010; 556 у 2002).
Національний склад (станом на 2002 рік):
- ерзяни — 60 %
- росіяни — 35 %